# Руска Божилова
Руска Божилова е българска народна певица от Шопската фолклорна област.

## Биография
Родена е през 1931 година в село Дяково, Дупнишко. Родът ѝ е бил изключително музикален. От него тя наследява многообразен, стилен и оригинален певчески репертоар. От 1952 година е солистка на Държавния ансамбъл за народни песни и танци „Филип Кутев“. Записва солови песни и дуети с Мария Рангелова и Стояна Лалова. Нейният стил на пеене е посрещан с овации и нестихващ интерес на едни от най-големите световни сцени. Пеенето на Руска Божилова прави изключително популярни песните „Димянинка“, „Трендафилчето“, „Огреяла месечинка“, които стават част от репертоара на много хорови формации. След пенсионирането си създава своя вокална група.
Умира през 2011 година и е погребана в родното си село Дяково.